# Perzów
Perzów (in tedesco Perschau) è un comune rurale polacco del distretto di Kępno, nel voivodato della Grande Polonia.
Ricopre una superficie di 75,46 km² e nel 2004 contava 3 925 abitanti.